# Gladstone (Australia Południowa)
Gladstone – miasto w Australii, w stanie Australia Południowa.